# Fermín Zanón Cervera
Fermín Zanón Cervera (Godelleta, 1875 – Godelleta, 1944) è stato uno zoologo spagnolo.

## Biografia
Nato a Godelleta (Provincia di Valencia), combatté a Cuba nella guerra ispano-americana, e al termine del conflitto rimase sull'isola come membro della Guardia Civile prima di intraprendere la professione di naturalista. Lavorò per conto del Ministero cubano dell'Agricoltura e dell'Agronomia, come conservatore della collezione entomologica.
Cervera accompagnò l'erpetologo americano Thomas Barbour durante alcune visite a Cuba, e quando quest'ultimo udì voci riguardanti la presenza di strani uccelli nella palude di Zapata inviò lo spagnolo a effettuare una serie di viaggi nella regione. Là Cervera trovò e catturò tre specie di uccelli sconosciute alla scienza, che inviò a Barbour in modo che potesse descriverle.
Barbour fu molto riconoscente nei suoi confronti, e commemorò lo scopritore in due dei tre nomi scientifici con i quali battezzò le nuove specie:
- scricciolo di Zapata (Ferminia cerverai);
- passero di Zapata (Torreornis inexpectata);
- rallo di Zapata (Cyanolimnas cerverai).

Lo scricciolo, il rallo e una sottospecie del passero sono endemiche della palude. Nell'area Cervera scoprì anche molte nuove specie di insetti, in particolare dell'ordine dei Neurotteri.
Nel 1927 Cervera ritornò in Spagna per continuare a lavorare come entomologo, e rimase nella sua casa natale di Godelleta fino alla morte, avvenuta nel 1944.